# 스마일 (드라마)
스마일(スマイル)은 TBS계 금요드라마로 2009년 4월 17일부터 같은해 6월 26일까지 매주 금요일 22:00 ~ 22:54분에 방송되었다. 주연은 마츠모토 준.

## 개요
- 캐치프레이즈는 지키고 싶은, 미소가 있었다.
- 주연 마츠모토 준은 2007년에 방송되었던 밤비노~! 이후 2년만의 연속 드라마 주연.

## 줄거리
아버지가 일본인이 아닌 태어난 이력에 콤플렉스를 가지고 있지만, 끊임없이 미소를 짓는 청년 하야카와 비토(마츠모토 준). 실어증에 걸린 소녀 미시마 하나(아라가키 유이). 그리고 변호사 이토 카즈마(나카이 키이치). 운명에 이끌려 만나게 되는 세사람은, 미소 하나로 곤란을 뛰어넘기 위해 싸운다.
어느 날, 곤경에 처해있는 하나를 비토가 구해준다. 빛나는 하나의 미소에 반한 비토. 며칠 후 비토가 근무하는 회사에 하나가 입사하고, 두 사람의 거리는 점점 좁혀져 간다. 그러던 중 아르바이트 장소의 락커에서 발견된 각성제, 비토는 경찰에 체포된다. 그 사건을 계기로 비토는 카즈마와 만나게 되지만, 곧 사회에 큰 파문을 일으키는 사건에 휘말리게 된다.
복역중이던 비토와 형무관 가시와기의 만남을 주로 한 2015년의 이야기도 그려지고 있다. 전체적인 이야기는 차별이나, 범죄 가해자 가족에 대한 편견, 매스 미디어의 문제점 등과, 2009년 5월 21일에 제정된 배심원 제도를 그리고 있다.

## 등장 인물

### 주요 인물
- 하야카와 비토 (25→26) : 마츠모토 준(아라시), 스즈키 쇼고 (아역)

1983년 5월 19일 생. 도쿄도 출신. 일본 혼혈 청년. 자신의 출생에 대한 콤플렉스로 예전에는 불량했지만, 현재는 새 사람이 되어 다국적식당을 내는 것을 꿈꾸는 청년. 때문에 마치무라식품에서 일하며 적극적으로 살고 있다. 밝고 활발해서 어떤 일에도 열심히 하는 마음가짐과 강한 정의감을 가지고 있다. 식당을 내는 꿈을 이루기 위해, 미도리가 만드는 음식의 레시피를 메모한다. 하나의 감정표현에 처음에는 당황하고 왜 자신을 좋아하는지 몰랐지만, 사가미에서 하나의 과거를 알게되고 ‘하나를 지키자!’라는 감정과 의지가 싹트기 시작한다.
옛날에 몸담고 있던 불량 그룹의 리더 하야시를 상당히 무서워하고 있지만, 과거 「혼혈」이라는 것만으로 불량배들에게 얻어맞고 있을 때 도움을 받게 되면서부터 불량 그룹에 소속했다. 편견이나 차별을 하지 않는 하야시를 인연이라 생각하고 있다. 자신을 겉모습으로 판단하는 것을 싫어한다. 아르바이트 장소에서 전의 동료 불량배를 만난 것을 계기로 누명을 쓰게 되지만, 하나와 카즈마의 변호로 무죄로 풀려난다. 그러나 그 사건은 시작에 지나지 않고, 그것을 시초로 여러 가지 곤란이 덮치기 시작한다. 마치무라식품의 식중독 사건으로 소스케가 자살하는 사건이 발생. 또, 알고 지내던 리나에게 준 떡을 먹고 식중독을 일으키자 리나의 엄마에게서 소송이 걸릴 위기에 처한다 (후에 무죄가 밝혀져 소송은 취하된다.). 그 후, 하야시와 연을 끊을 생각을 하지만, 하야시의 계략에 넘어가 지명수배자가 된다. 하야시에게서 카이의 살해 지시를 받고 몰아넣으려던 찰나 하야시를 총살. 그의 사체를 그대로두고 하나와 함께 어렸을 때 살았던 곳에 가지만, 여관 종업원의 신고로 경찰에 체포된다. 재판 결과, 사형 판결이 내려진다. 복역중에는 하나와의 면회를 막무가내로 거절하지만, 그것은 하나를 말려들게 한 죄책감이었던 것이라고, 나중에 하나와 면회 했을 때 고백한다. 그 후 사형판결에 크게 관련된 2000년의 살인사건에 대해서는 하야시의 아버지의 증언으로, 진범은 하야시 세이지인 것을 인정 받아 무죄가 된다. 2009년 하야시 살인에 대해서도 초범이며 5년간의 신병 구속이 고려되어, 사형판결이 징역 10년으로 감형, 모법수였던 비토의 가석방이 3년으로 인정됐다. 가석방 후 하나와 함께 꿈이었던 다국적식당 ‘Smile’을 연다.
- 미시마 하나 (18) : 아라가키 유이, 이시카와 요시미 (아역)

1991년 2월 6일 생. 실어증을 앓는 소녀. 봄에 도립 진난고등학교를 졸업한다. 서점에서 절도 누명을 쓰고 있는 하나를 비토가 도와주며 처음으로 만난다. 나중에 마치무라식품의 경리로 입사하고 비토와 재회한다. 비토에게 뭔가 특별한 감정을 품고, 자주 대쉬한다. 항상 태양처럼 눈부신 미소를 짓고 있다. 밝고 활발해서 자신의 마음을 순수하게 전한다. 비토를 위해 물증을 찾거나, 곤도가 각성제를 파는 모습을 몰래 영상으로 찍거나, 마츠무라식품을 궁지로 몰아넣는 하야시의 뺨을 때리는 등, 행동성과 용기를 가졌다. 입모양, 제스처, 필담 등으로 상대에게 말을 알린다.
본명은 가시와바라 하나. 모친은 하나가 어릴 때 돌아가시고, 피라미드 회사 회장이었던 부친 가시와바라 마사노리가 일으킨 사건을 계기로 '범죄자의 딸'이라는 꼬리표가 붙어, 어릴 때부터 매스컴이나 주위에서 손가락질을 받았다. 그 후 성(姓)을 외가의 '미시마'로 바꾸면서 친척 집에 맡겨졌고 잘 살고 있는듯 했다. 하지만 사건을 쫓고 있던 한 저널리스트에 의해 다시 매스컴에 쫓기는 나날을 보내고, 그것이 원인으로 실어증을 앓게 되어버렸다. 그 때문에 매스컴에 굉장한 공포를 가지고 있어, 단지 보는 것만으로도 실신해버린다.
하야시에게 잡혀있는 비토를 돕기 위해, 맨션으로 향하지만 일방적으로 폭행을 당한다. 그 후에는 비토와 함께, 비토가 어렸을 때 살았던 곳까지 동행하나, 경찰에 의해 헤어지게 된다. 재판 증인대에 섰을 때, 기타가와의 심문으로 목소리를 되찾지만, 아버지의 이름을 언급되자 발작을 일으키고 또 다시 목소리를 잃는다. 그러나 비토의 사형 집행 전날에 비토와 면회 때 다시 목소리를 되찾는다. 한편 비토와는 서점에서 처음 만난 것이 아니고, 후지산이 보이는 도시의 학교에서, 초등학생이던 하나는 아버지 사건 때문에 왕따를 당해 혼자 있을 때 우연히 비토의 상냥한 모습을 보게 되고, 그 때부터 비토만 생각했다(비토는 하나의 이야기를 듣고 상기).
2018년에는 다국적식당 ‘Smile’을 오픈, 가석방 된 비토와 함께 가게를 이어간다.
- 마치무라 시오리 (29) : 코이케 에이코

소스케와 미도리의 딸이자 변호사. 이토 가즈마 법률사무소에 근무하고 있다. 여장부 같은 성격으로, 비토나 다른 직원들의 누나 같은 존재. 변호사 격무와 가즈마가 유행에 민감한 한 면에는 질려 있지만, 변호사로서는 존경하고 있어 뭐든 배우고 싶어 한다.
- 가와이 긴타 (25) : 토쿠야마 히데노리

비토의 동료로, 그 전엔 불량 서클 친구. 비토처럼 하야시를 두려워하고 있다.
- 카자마 겐지 - 스즈노스케

비토의 동료, 애칭은 '블루'. 과거, 상해 사건을 일으키고, 현재는 집행 유예 중. 말투는 후쿠시마 사투리.
- 후루세 형사 (55) : 키타미 토시유키

한창 방황하던 시절의 비토를 잘 아는 베테랑 형사. 비토를 '터무니없는 악', '살인자'라고 부르고, 혼혈에 대한 편견도 엄청나다. 때문에 비토의 주변에서 사건이 일어나면 제일 먼저 의심하거나, 증거를 무리하게 발견하는 등의 행동이 많다.
또 파출소 습격과 하야시의 살해로 지명수배된 비토를 여관에서 궁지로 몰아넣었을 때는, 가즈마의 사전 경고를 무시하고, 기동대를 출동시켜 비토를 체포했다. 지독하리만치 외국인을 싫어하는 이유는, 예전에 동정심 때문에 석방한 외국인 마약 판매원에게 딸이 성폭행을 당했기 때문.
- 다카야나기 형사 (34) : 이케우치 히로유키

후루세의 부하. 비토의 각성제 단속법 위반 용의 재판에서는, 가즈마의 교묘한 유도에 제 무덤을 파, 결과적으로 비토는 무죄를 선고 받았다.
- 하야시 세이지 (27) : 오구리 슌

1981년 12월 26일 생. 옛날 불량 서클 리더. 부하들에게는 '악마같은 인간'이라고 불리고, 실제로도 냉혹·잔인한 인물이다. 그러나, 유년기는 아버지의 DV를 당하는 어머니 카미쿠라 아키코(기무라 미도리코)를 보는걸 괴로워 했다.
- 카시와기 케이스케 : 카츠무라 마사노부
- 마치무라 료스케 (65) : 마에다 긴

마치무라식품의 사장.
- 마치무라 미도리 (58) : 이시다 아유미

료스케의 부인.
- 이토 카즈마 (48) : 나카이 키이치

본명 윤순기(尹順基). 이토 카즈마 법률 사무소의 변호사이자 시오리의 상사.

### 그 외 인물
- 콘도 유야 : 오오쿠라 켄고
- 카이 료지 : 마츠다 사토시
- 나오코 : 무라카미 토모코(모리산츄)
- 키타가와 검찰관 : 코모토 마사히로
- 사가미 요타로 - 요시자와 히사시
- 야마네 - 이시이 마사노리
- 리나 : 테라모토 스미나
- 리나의 엄마 - 니시오 마리
- 신문 기자 - 카와노 요이치로
- 시모히라 카나에 - 하다 미치코
- 사하라 아키오 - 다카하시 요
- 하야시 세이치로 - 류 라이타

### 재판관·배심원
- 아오키 재판관 - 혼다 히로타로
- 호리카와 재판관 - 아오키 테츠시
- 하타노 재판관 - 카와사키 히로미
- 레이무타 테이지 - 아사노 카즈유키
- 카노 류오 - 모로 모로오카
- 사나다 히토시 - 오시나리 슈고
- 토쿠시마 노리코 - 오오시마 요코
- 카케이 유키 - 사쿠라이 아츠코
- 시바타 카요 - 사카이 와카나

## 스태프
- 극본 : 타쿠마 타카유키, 시노자키 에리코(제10화, 최종화)
- 음악 : 야마시타 코스케
- 프로듀서 : 세토구치 카츠아키
- 연출 : 이시이 야스하루, 츠보이 토시오, 와타세 사토히코(제8화)
- 제작 : TBS

## 서브 타이틀
| 각 화                                                      | 방송일          | 서브 타이틀                                            | 극본            | 연출            | 시청률 |
| ---------------------------------------------------------- | --------------- | ------------------------------------------------------ | --------------- | --------------- | ------ |
| 제1화                                                      | 2009년 4월 17일 | 미래를 꿈꾸는 남자의 순애보와 정의 ~미소에 감춰진 진실 | 타쿠마 타카유키 | 이시이 야스하루 | 11.7%  |
| 제2화                                                      | 2009년 4월 24일 | 당신은 내가 구해 줄게!!                                | 타쿠마 타카유키 | 이시이 야스하루 | 10.2%  |
| 제3화                                                      | 2009년 5월 1일  | 너의 웃는 얼굴을 피하는 이유                           | 타쿠마 타카유키 | 이시이 야스하루 | 12.3%  |
| 제4화                                                      | 2009년 5월 8일  | 내가 그녀를 지켜줄 거야!!                              | 타쿠마 타카유키 | 츠보이 토시오   | 9.2%   |
| 제5화                                                      | 2009년 5월 15일 | 생일에 받은 평생의 보물                                | 타쿠마 타카유키 | 츠보이 토시오   | 11.0%  |
| 제6화                                                      | 2009년 5월 22일 | 내가 사장님의 이념을 이룰 거야                         | 타쿠마 타카유키 | 이시이 야스하루 | 8.9%   |
| 제7화                                                      | 2009년 5월 29일 | 첫 키스                                                | 타쿠마 타카유키 | 이시이 야스하루 | 10.1%  |
| 제8화                                                      | 2009년 6월 5일  | 진정한 웃음을 되찾기 위한 싸움                         | 타쿠마 타카유키 | 와타세 사토히코 | 7.1%   |
| 제9화                                                      | 2009년 6월 12일 | 운명의 배심원 재판이 시작된다!                         | 타쿠마 타카유키 | 츠보이 토시오   | 9.7%   |
| 제10화                                                     | 2009년 6월 19일 | 운명이 움직이기 시작한다!!―판결                        | 시노자키 에리코 | 이시이 야스하루 | 10.1%  |
| 최종화                                                     | 2009년 6월 26일 | 우리가 마지막에 손에 넣은 미소                         | 시노자키 에리코 | 이시이 야스하루 | 10.9%  |
| 평균 시청률 10.11% (시청률은 간토 지방·비디오 리서치 조사) |                 |                                                        |                 |                 |        |

## 같이 보기
- TBS 금요일 드라마